# Há Dois Mil Anos
Há Dois Mil Anos  é um romance espírita psicografado pelo médium Francisco Cândido Xavier com autoria atribuída ao espírito Emmanuel e foi publicado no ano de 1939 pela Federação Espírita Brasileira. Com o sub-título de Episódios da História do Cristianismo no Século I, a obra narra os principais fatos da vida do orgulhoso senador romano Públio Lentulus (que teria sido uma das encarnações do autor espiritual), entre os quais estão o encontro com Jesus, o milagre da cura, pelo Divino Mestre, da filha que contraíra lepra e a conversão da esposa, Lívia, ao cristianismo.
Há Dois Mil Anos está incluído entre os dez melhores livros espíritas publicados no século XX segundo pesquisa realizada em 1999 pela Candeia Organização Espírita de Difusão e Cultura.

## Tema e sinopse
Como é bastante comum em romances espíritas, a história de Há Dois Mil Anos se configura em um exemplo para os homens. A partir dos equívocos do personagem, a história mostra como as más inclinações humanas atrapalham a evolução espiritual.  Os episódios da vida de Públio Lentulus são narrados de modo a destacar todas as atitudes erradas que o senador tomou e suas terríveis consequências. A narrativa fala, sobretudo sobre vingança, orgulho e lei de causa e efeito (princípio espírita segundo o qual todas as ações humanas  acarretam consequências consonantes para quem as pratica).
O início do livro retrata o cotidiano, a personalidade, o tipo de vida que leva Lentulus, sua grande amizade com Flamínio Severus (outro patrício romano cuja história está intimamente ligada a do personagem central), além de descrever os membros da família do romano. O enredo principal da trama é a forma cruel e soberba pela qual o senador adquire um escravo, decisão que causa uma reviravolta em sua vida e cujos desdobramentos culminam no clímax da obra. Logo após, a história segue contando como ao se deixar levar pelo orgulho da posição de poder que tem e da sua descendência patrícia, o senador é enredado por uma trama criminosa que gera danos irreversíveis para a sua família e seu casamento.

## Capítulos
A obra se divide em duas partes e vinte capítulos.
- Primeira parte:
  - I. Dois amigos
  - II. Um escravo
  - III. Em casa de Pilatos
  - IV. Na Galileia
  - V. O Messias de Nazaré
  - VI. O rapto
  - VII. As pregações do Tiberíades
  - VIII. No grande dia do Calvário
  - IX. A calúnia vitoriosa
  - X. O Apóstolo da Samaria

- Segunda parte:
  - I. A morte de Flamínio
  - II. Sombras e núpcias
  - III. Planos da treva
  - IV. Tragédias e esperanças
  - V. Nas catacumbas da fé e no circo do martírio
  - VI. Alvoradas do Reino do Senhor
  - VII. Teias do infortúnio
  - VIII. Na destruição de Jerusalém
  - IX. Lembranças amargas
  - X. Nos derradeiros minutos de Pompeia